# Arthur Hilary Armstrong
Arthur Hilary Armstrong FBA (* 13. August 1909 in Hove, England; † 16. Oktober 1997) war ein britischer Klassischer Philologe und Philosophiehistoriker. Er war eine weltweit anerkannte Autorität auf dem Gebiet des neuplatonischen Philosophen Plotin und des Neuplatonismus. Von ihm stammt eine maßgebliche Übersetzung des Plotin ins Englische.

## Leben
Armstrong war der Sohn von W. A. Armstrong, einem Geistlichen, und E. Cripps Armstrong. Nach dem Besuch des Lancing College erwarb er 1932 einen B.A. am Jesus College, Cambridge, und 1935 einen M.A. 1936 trat er seine erste Anstellung am University College der Swansea University in Wales an. 1939 wechselte er an die Royal University of Malta in Valletta als Professor für Classics. 1943 kehrte er als Lehrer für Classics in der Sixth Form am Beaumont College in Old Windsor, Berkshire, nach England zurück. 1946 wurde er für drei Jahre Lecturer in Latin an der Cardiff University. Von 1950 bis zu seiner Emeritierung 1972 war er Gladstone Professor of Greek an der University of Liverpool. 1965 holte er Henry J. Blumenthal als Lecturer in Greek an seinen Lehrstuhl. Parallel zu dieser Anstellung war er 1966 Gastprofessor am Manhattanville College. Von 1970 bis 1971 war er Killam Senior Fellow an der Dalhousie University in Halifax, Nova Scotia, Kanada, von 1972 an Professor für Classics und Philosophie ebenda.
Mit dem Philosophen James Alexander Doull und dem Religionsphilosophen Robert Darwin Crouse begründete er 1977 die Zeitschrift Dionysius, die vom Department of Classics der Dalhousie University herausgegeben wurde.
1970 wurde er zum Fellow der British Academy gewählt. Er war auch Fellow der American Catholic Philosophical Association, die ihm 1973 die Aquinas Medal verlieh.
1933 heiratete er Deborah Wilson. Sie haben zwei Söhne und drei Töchter.

## Schriften (Auswahl)
Monographien und Artikel
- The Architecture of the Intelligible Universe in the Philosophy of Plotinus: An Analytical and Historical Study. Cambridge University Press, 1940.
- An Introduction to Ancient Philosophy. Methuen, 1947, 4th edition, Methuen, 1966.
- (mit R. A. Markus): Christian Faith and Greek Philosophy. Darton, Longman & Todd, 1960, Sheed, 1964.
- St. Augustine and Christian Platonism. Villanova University Press, 1967.
- The Church of England, the Methodists and Society: 1700 to 1850. Rowman & Littlefield, 1973.
- Greek philosophy and Christianity, in: Moses I. Finley (Hrsg.), The Legacy of Greece, a New appraisal. Clarendon Press, Oxford, 1981.

Herausgeberschaften
- (Hrsg. mit E. J. B. Fry): Re-discovering Eastern Christendom: Essays in Commemoration of Dom Bede Winslow. Darton, Longman & Todd, 1963.
- (Hrsg.): The Cambridge History of Later Greek and Early Medieval Philosophy. Cambridge University Press, 1967.
- (Hrsg.): Classical mediterranean spirituality, Egyptian, Greek, Roman. Crossroads, 1986.

Übersetzungen
- (Übers.): Plotinus. Allen & Unwin, 1953, Collier, 1962.
- (Übers.): Plotinus.  Harvard University Press, 1966–1988 (sieben Bände).